# Juan José Asenjo Pelegrina
Juan José Asenjo Pelegrina (Sigüenza, 15 de outubro de 1945) é um prelado espanhol, atual arcebispo-emérito de Sevilha.

## Biografia
Fez os estudos eclesiásticos no seminário da diocese de Sigüenza-Guadalajara e foi ordenado padre em 21 de setembro de 1969 em Sigüenza.
Em 1971 obteve a licenciatura em Teologia na Faculdade de Teologia de Burgos. De 1977 a 1979, ele frequentou cursos de licenciatura em História da Igreja na Pontifícia Universidade Gregoriana de Roma e obteve o Diploma em Arquivística e Biblioteconomia na Biblioteca Apostólica do Vaticano e nos Arquivos Secretos do Vaticano.
Foi professor de Eclesiologia e História da Igreja no Seminário de Sigüenza (1971-1974), vice-reitor do mesmo seminário (1974-1977), diretor da residência universitária "Ntra. Sra. De la Estrella" em Sigüenza (1979-1988), diretor do Arquivo Histórico Diocesano (1979-1981), delegado diocesano para o ensino (1980-1982), cônego responsável pelo patrimônio artístico (1985-1997), delegado diocesano para o patrimônio cultural (1985-1993), vice-reitor do santuário de "Ntra. Sra. de la Salud" de Barbatona (1994-1997). De 1993 a 1997 ocupou o cargo de secretário adjunto da Conferência Episcopal Espanhola. Em 1986 fundou e dirigiu a revista "Abside" e é autor de várias publicações.
Em 27 de fevereiro de 1997 foi escolhido bispo-auxiliar de Toledo, sendo consagrado com o título de bispo-titular de Iziriana, por Francisco Alvarez Martínez, arcebispo de Toledo, coadjuvado por José Sánchez González, bispo de Sigüenza-Guadalajara e por Jesús Pla Gandía, bispo-emérito de Sigüenza-Guadalajara.. Em 28 de julho de 2003, foi transferido para a Diocese de Córdoba, onde ficou até 13 de novembro de 2008, quando foi elevado a arcebispo-coadjutor da Arquidiocese de Sevilha. Foi o coordenador nacional da V Visita Apostólica do Papa João Paulo II à Espanha (3 e 4 de maio de 2003). Em 11 de julho de 2003, por proposta do Conselho de Ministros, o Rei Juan Carlos I da Espanha concedeu-lhe a Grã-cruz da Ordem de Isabel a Católica pela sua colaboração na preparação desta visita apostólica (Decreto Real no BOE de 12 de julho de 2003) Em 5 de novembro de 2009, foi feito Arcebispo Metropolitano de Sevilha, pelo Papa Bento XVI.
Em 22 de fevereiro de 2011, em cerimônia realizada em Sevilha, entrou na Ordem de Malta com a patente de Capelão Grande Cruz Conventual ad honorem. Em 15 de janeiro de 2014 foi confirmado membro da Pontifícia Comissão para a América Latina.
Foi o principal consagrante do bispo Santiago Gómez Sierra.